# Jelenac
Jelenac (en serbe cyrillique : Јеленац) est un village de Serbie situé dans la municipalité de Topola, district de Šumadija. Au recensement de 2011, il comptait 327 habitants.

## Démographie
| 1948 | 1953 | 1961 | 1971 | 1981 | 1991 | 2002 | 2011 |
| ---- | ---- | ---- | ---- | ---- | ---- | ---- | ---- |
| 541  | 551  | 566  | 506  | 468  | 408  | 375  | 327  |

|  |